# Глиноземний завод Ґоув
Глиноземний завод Ґоув – колишній виробничий майданчик на півночі Австралії.
Завод, що почав роботу в 1972 році, спорудили в комплексі з бокситовим рудником Ґоув. У відповідності до первісних інвестиційних зобов’язань він повинен був мати потужність 0,5 млн тонн глинозему на рік, втім, вже наприкінці 1970-х тут виробляли 1,1 млн тонн. Станом на 2003 рік майданчик випустив 37 млн тонн глинозему, а його річна потужність дорівнювала 2 млн тонн (для досягнення такого показника було потрібно 4,7 млн тонн бокситів, що становило понад 70% видобутку рудника). В подальшому потужність ще збільшили та довели до 2,7 млн тонн на рік.
Кальцинаторні печі заводу працювали на нафті з високим вмістом сірки (до 3,5%), для прийому якої у складі портового комплексу діяв окремий причал. Готова продукція вивозилась через інший причал з глибинами 14,8 метра, що міг приймати балкери довжиною до 245 метрів та забезпечував завантаження з продуктивністю 2200 тонн на годину (через нього ж відбувалось і відвантаження бокситів).
Енергетичні потреби забезпечувала власна теплоелектроцентраль, що так само працювала на нафті. Є відомості, що її елеrтрична потужність у підсумку досягнула 180 МВт.
Вода для технологічних потреб надходила зі свердловини, які експлуатували водоносний горизонт під бокситовими покладами копальні Ґоув.
Проект реалізували через North Australian Bauxite and Alumina Company Ltd (Nabalco), інвесторами якої виступили швейцарська компанія Alusuisse (70%, через дочірню структуру Swiss Aluminium) та австралійська Colonial Sugar Refining Company Ltd (CSR, 30%, через Gove Aluminum). В 2001-му 100% проекту викупила канадська Alcan, яка в 2007-му була придбана гірничодобувним гігантом Rio Tinto.
Використання великих обсягів нафти негативно впливало на економічні показники заводу. Існували плани переведення його на природний газ, проте у підсумку так і не вдалось віднайти прийнятного джерела постачання цього ресурсу. Як наслідок, в 2014-му завод зупинили, а у 2017-му група Rio Tinto прийняла рішення про його остаточне закриття та демонтаж.